# Великий палац (Париж)
Великий палац (фр. Grand Palais) — велична архітектурна споруда в стилі Боз-ар, ліворуч від Єлисейських Полів в восьмому окрузі Парижа. Визначний культурний і виставковий центр.

## Історія
«Великий Палац мистецтв» було споруджено в Парижі в 1897 році, для Всесвітньої виставки, що проходила з 15 квітня до 12 листопада 1900 року, на місці розібраного Палацу індустрії. «Будівля присвячена Республікою славі французького мистецтва», що можна прочитати на одному з його фронтонів, спочатку призначалася для проведення офіційних культурних заходів столиці.
У 1925 році Великий палац був одним з місць проведення Міжнародної виставки сучасних декоративних і промислових мистецтв.

## Архітектура

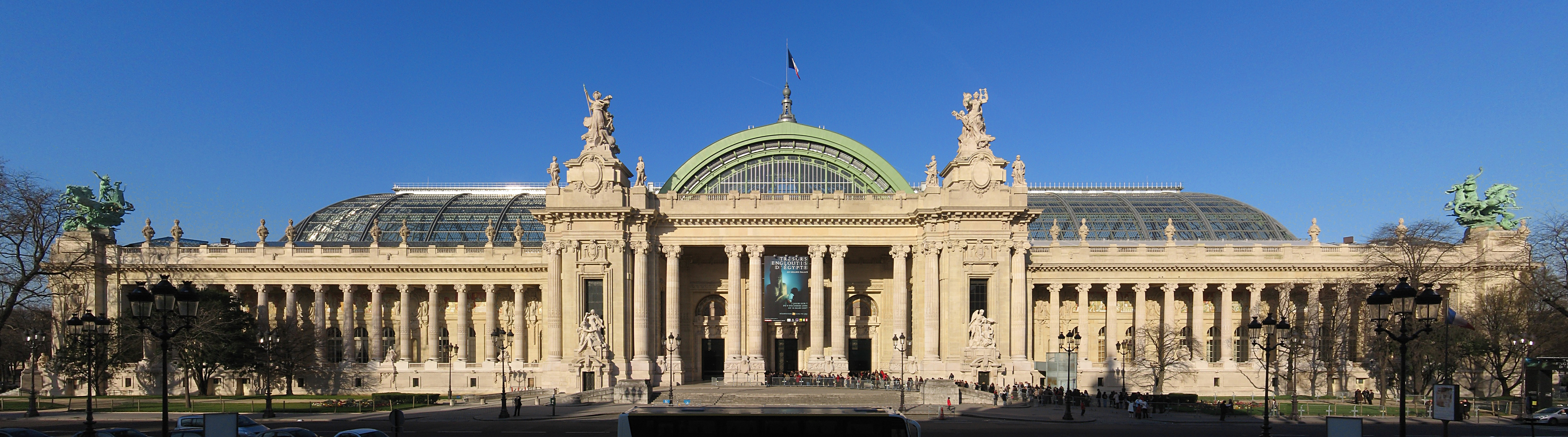
Головний фасад Великого палацу

Мідні квадриги роботи Жоржа Ресіпона вінчають два входи: північно-східний і південно-східний. Ці алегоричні статуї символізують безсмертя й гармонію: з боку Єлисейських Полів: «L'Immortalité devançant le Temps» (Безсмертя, що випереджає час),
з боку Сени: «L'Harmonie triomphant de la Discorde» (Гармонія, що торжествує над розбратом).

## Музеї
Частина північного крила палацу займає Художня галерея, західне крило відведене Музею відкриттів і винаходів.

## Галерея

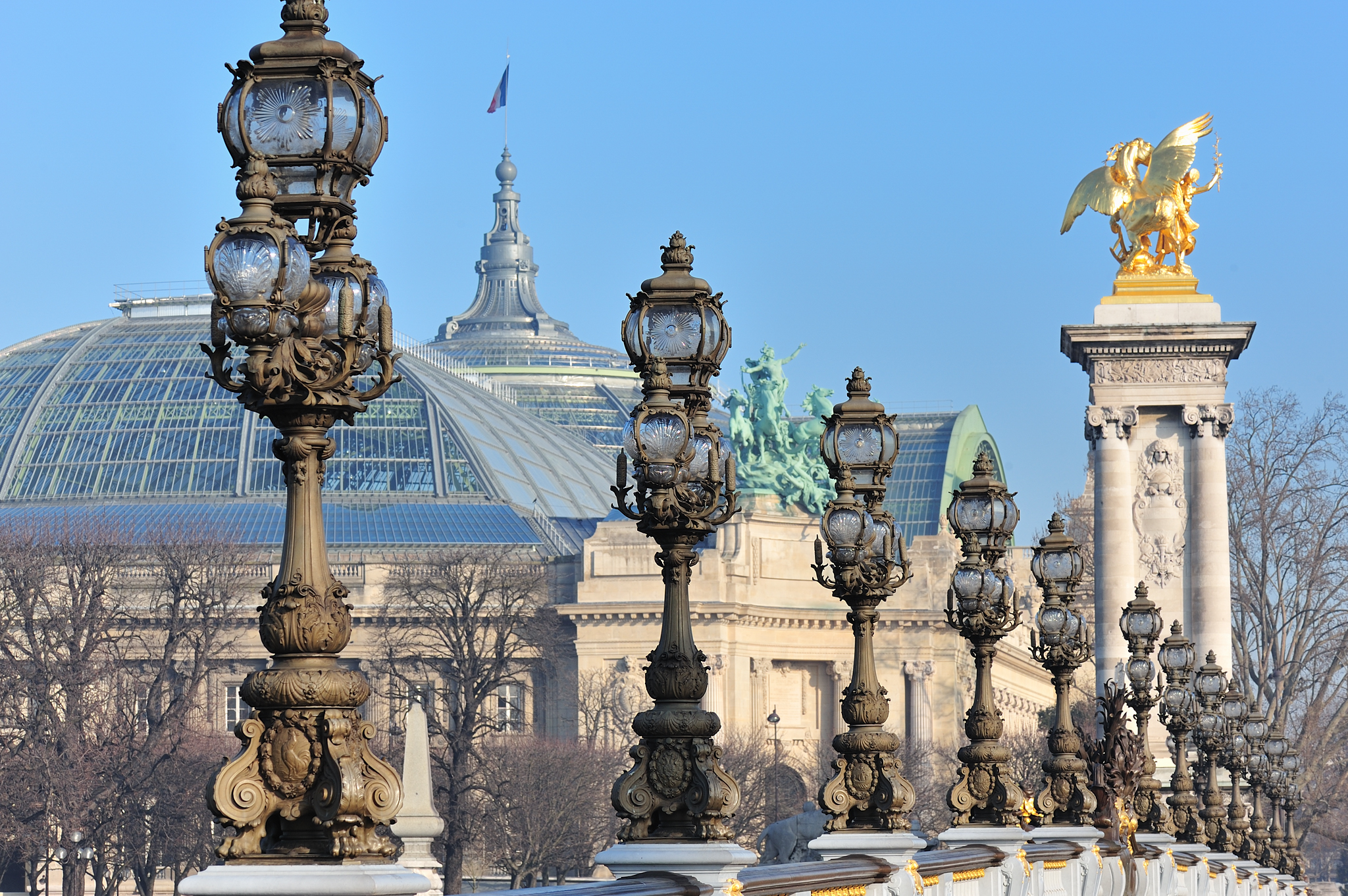
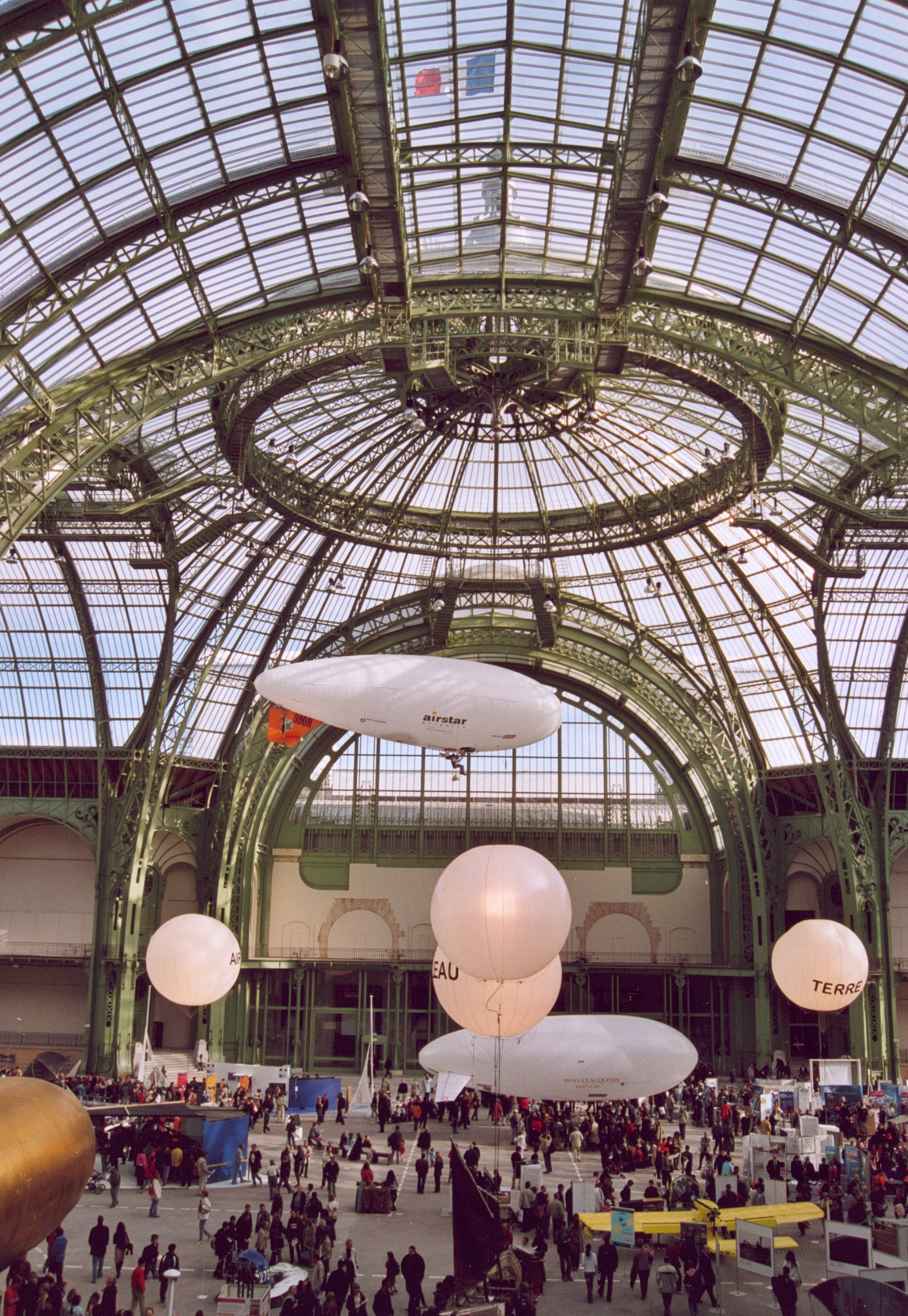
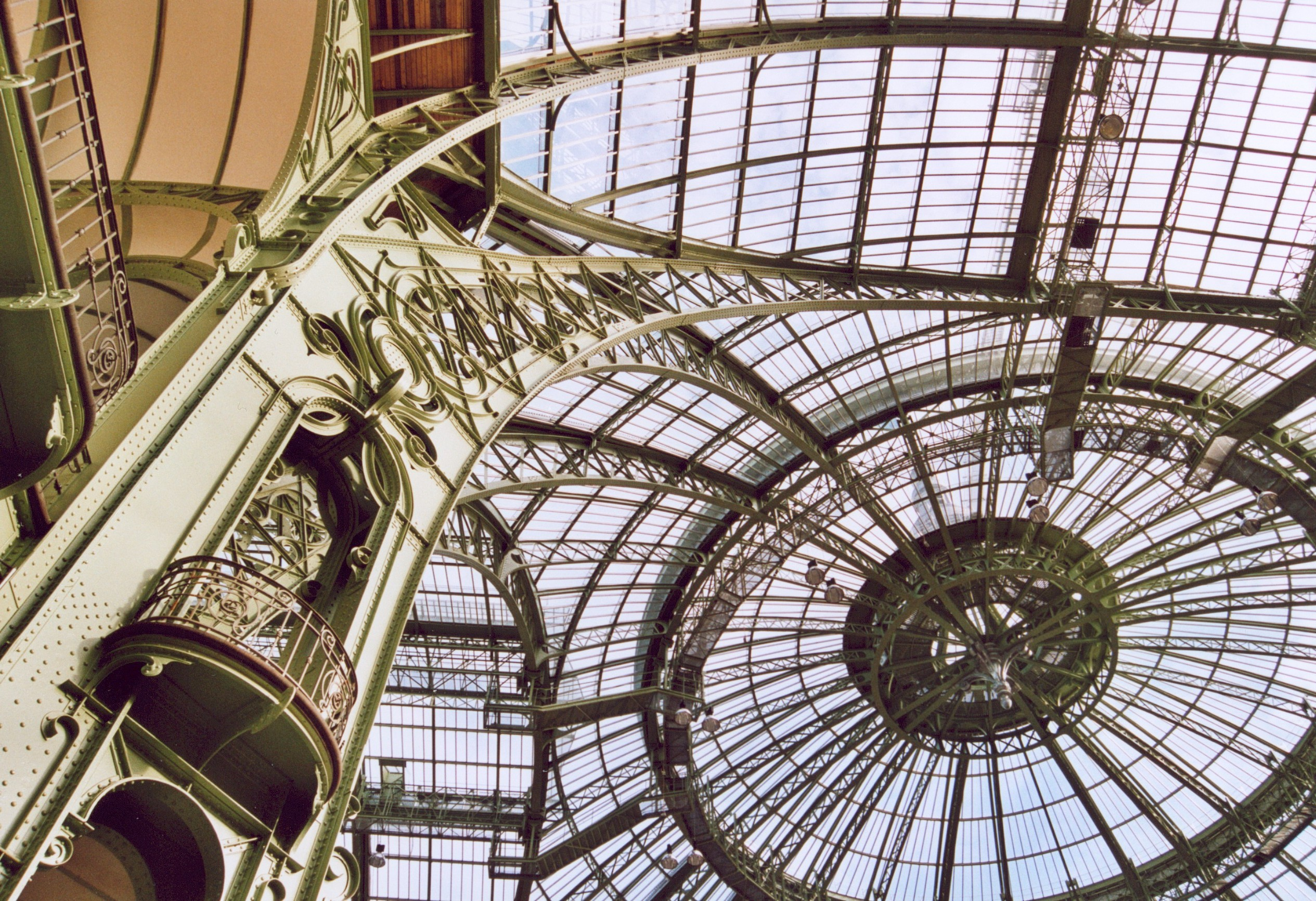
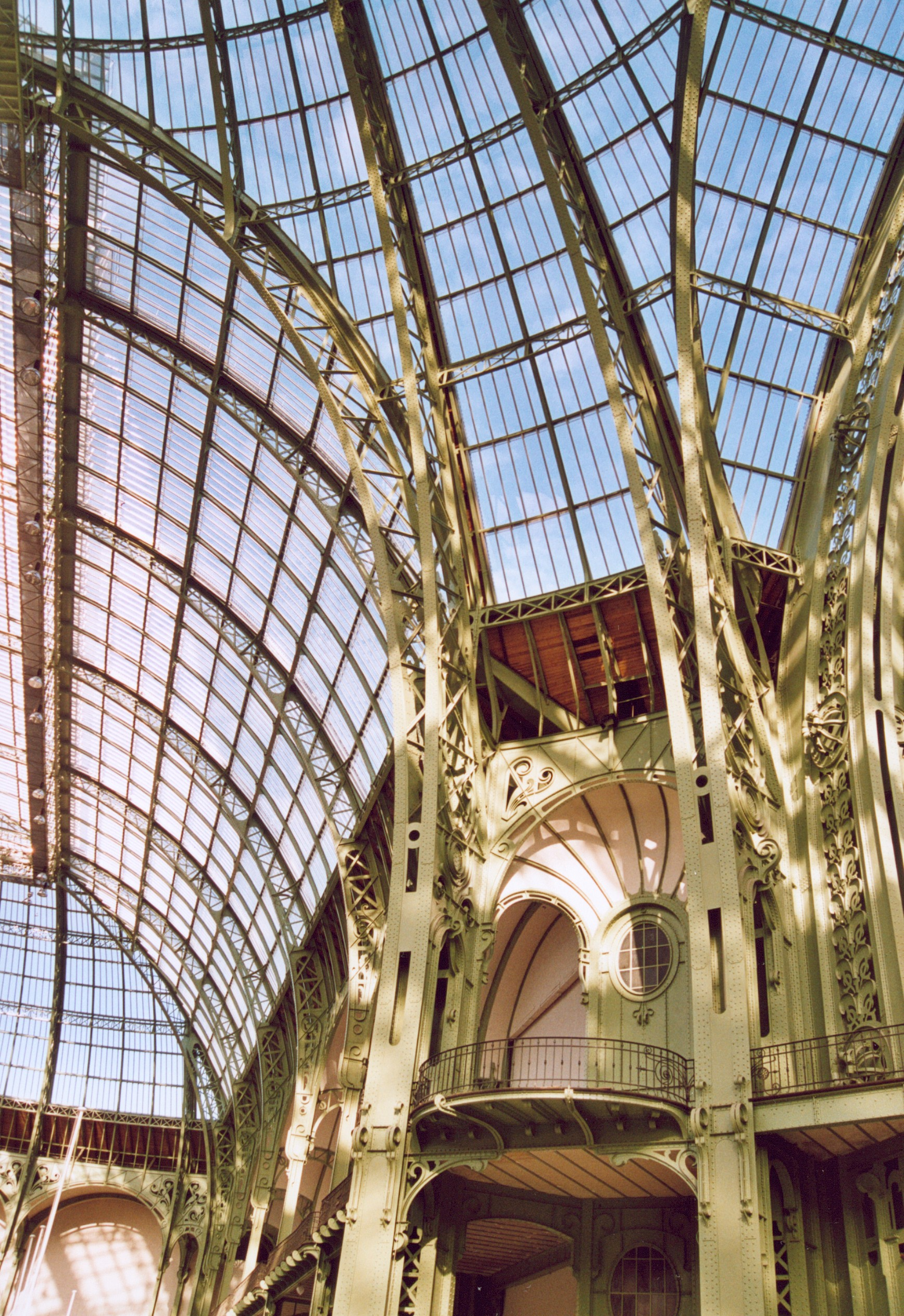
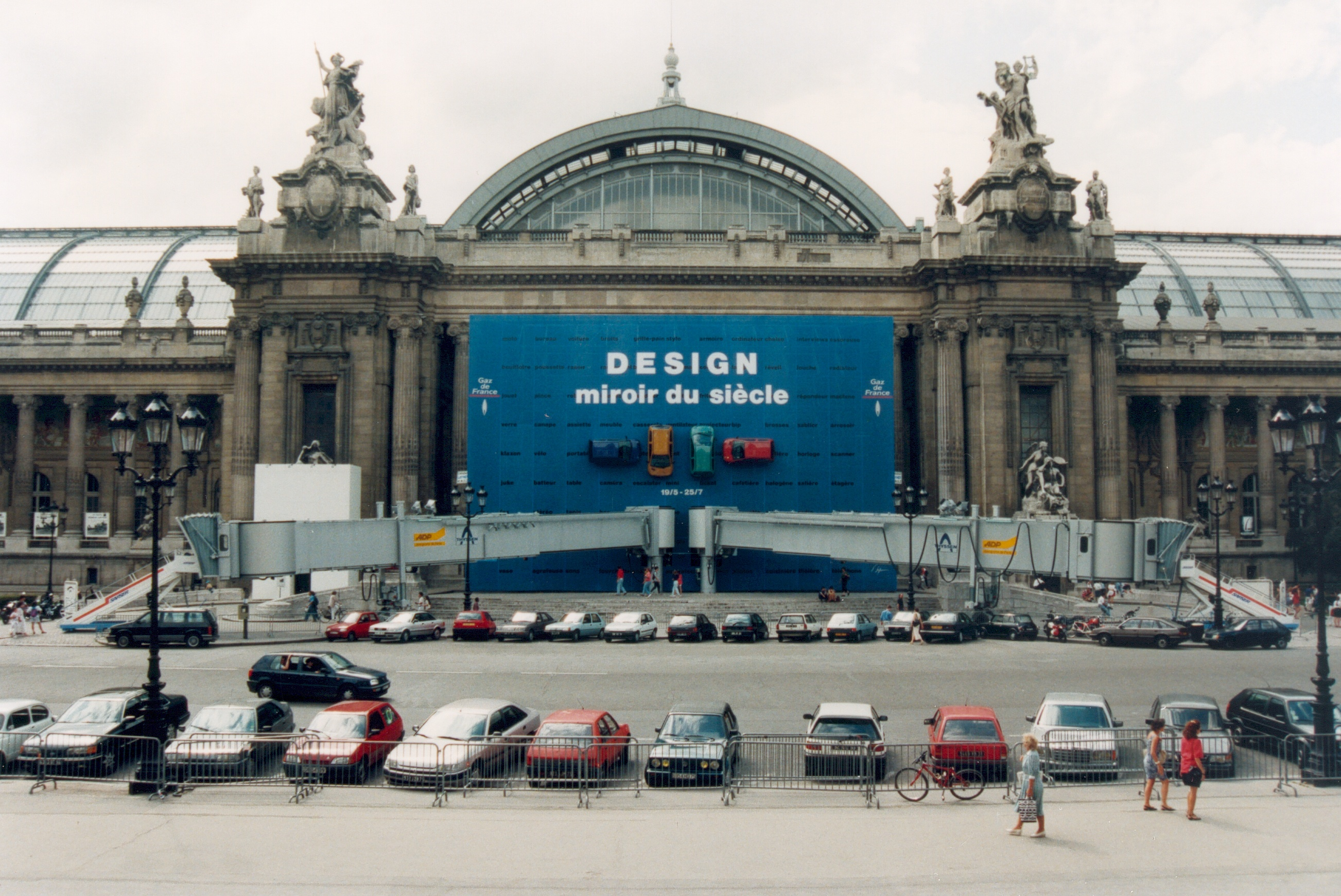
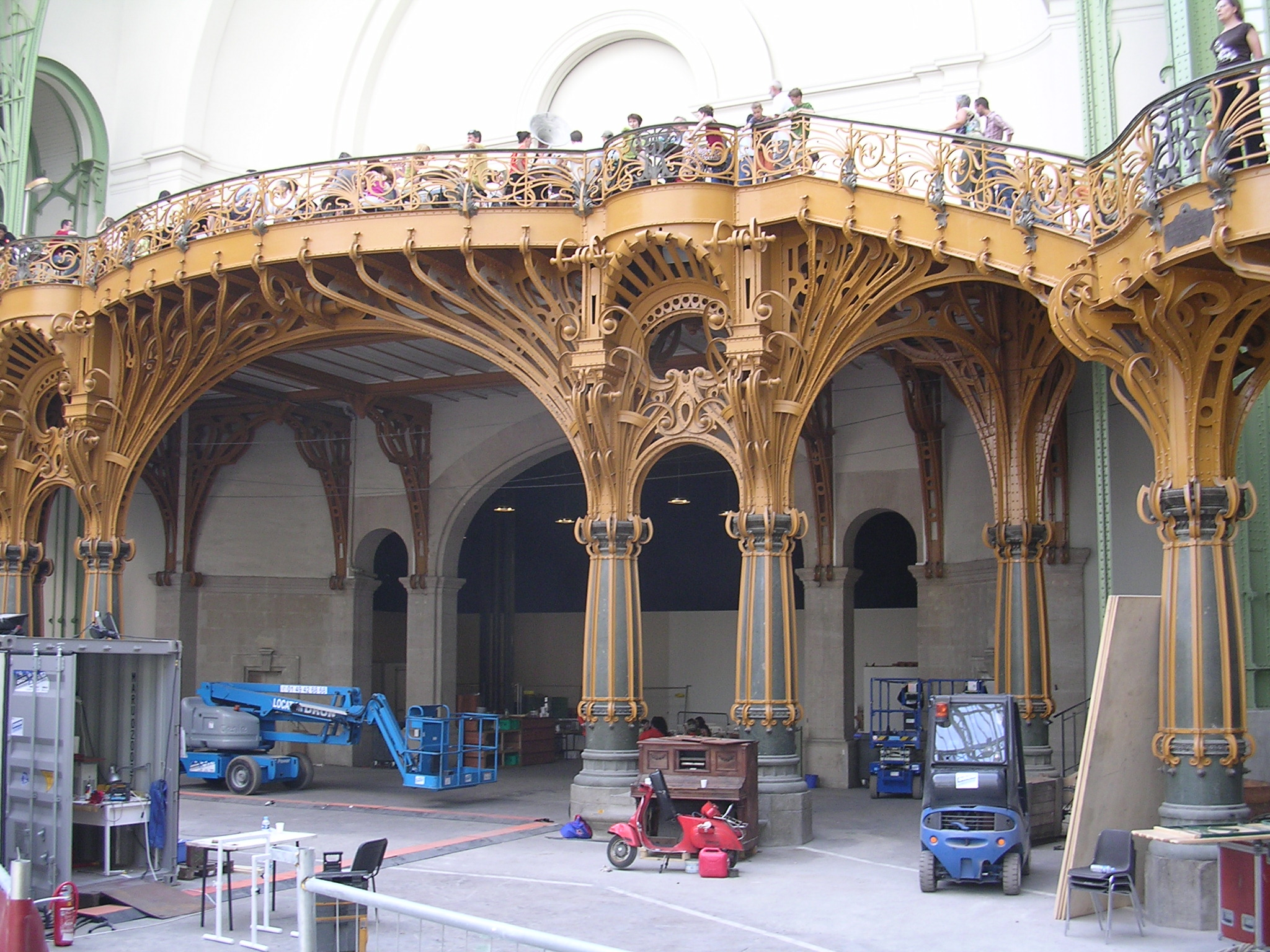
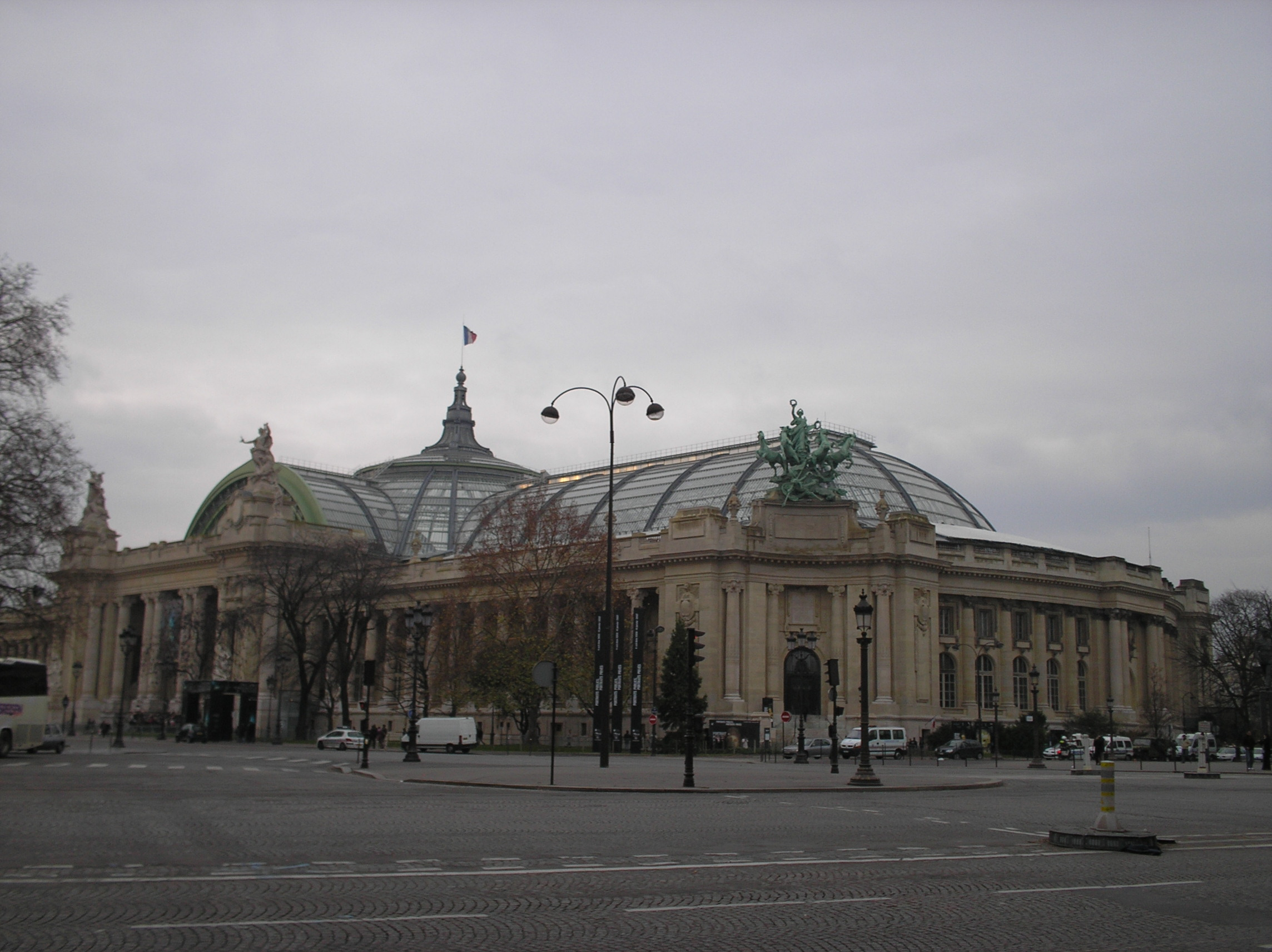